# Trèo cây lưng đen
Trèo cây lưng đen, tên khoa học Sitta formosa, là một loài chim trong họ Sittidae.